# گیلماک (بازیکن فوتبال)
گیلماک بازیکن فوتبال اهل برزیل است 